# Tentations
Pour plus de détails, voir Fiche technique et Distribution.
Tentations (The Loves of Letty) est un film muet américain réalisé par Frank Lloyd et sorti en 1919.
Le film était initialement considéré comme perdu, mais une copie présentant une certaine détérioration aurait été trouvée dans une archive européenne.

## Synopsis
Letty Shell, une fille de modeste condition, aspire à trouver un riche époux qui la ferait s'élever socialement. Quand elle rencontre Nevill Letchmore, elle concentre toutes ses cartes sur lui. Croyant l'aimer, elle fait tout pour le conquérir. Elle insiste encore, même lorsqu'elle découvre que l'homme est déjà marié. D'autres opportunités se présentent cependant à elle : elle accepte que son patron, Mandeville, lui fasse la cour, celui-ci voulant l'épouser. Mais l'homme s'avère trop rude, et après avoir accepté une invitation au restaurant, Letty retourne vers Letchmere. Cela prendra un certain temps à Letty pour se rendre compte que ses valeurs sont dépourvues de probité. Après un incident qui irrite Letchmere, mais révèle son mépris d'une classe sociale inférieure, elle finit par comprendre qu'elle ferait mieux d'épouser un homme qu'elle aime vraiment. C'est ainsi qu'elle se tournera vers Richard Perry, un jeune photographe désargenté, qui devra travailler dur pour s'en sortir, mais finalement aidé par la fortune d'un oncle riche.

## Fiche technique
- Titre original : The Loves of Letty
- Titre français : Tentations
- Réalisation : Frank Lloyd
- Scénario :  J. E. Nash, d'après la pièce de Arthur Wing Pinero
- Chef opérateur : Edward Gheller
- Production : Goldwyn Pictures Corporation
- Genre :  Film dramatique
- Durée : 50 minutes
- Dates de sortie :
  - États-Unis : 7 décembre 1919
  - France : 14 juillet 1922[2]

## Distribution
- Pauline Frederick : Letty Shell
- John Bowers : Richard Perry
- Lawson Butt : Neville Letchmore
- Willard Louis : Bernard Mandeville
- Florence Deshon : Marion Allardyce
- Lela Bliss : Hilda Gunning (as Leila Bliss)
- Leota Lorraine : Florence Crosby
- Sidney Ainsworth : Ivor Crosby
- Harland Tucker : Coppy Drake
- Joan Standing : Slavey